# تیمچه وکیل
تیمچه وکیل مربوط به دوره قاجار است و در یزد، خیابان قیام، بازارخان، تیمچه ملک واقع شده و این اثر در تاریخ ۱۷ اسفند ۱۳۸۱ با شمارهٔ ثبت ۷۷۸۴ به‌عنوان یکی از آثار ملی ایران به ثبت رسیده است.